# Feng Aigang
Feng Aigang (chiń. 馮愛剛; ur. 20 grudnia 1975) – chiński zapaśnik w stylu wolnym. Olimpijczyk z Atlanty 1996, gdzie zajął dziewiąte miejsce w kategorii 130 kg.
Trzykrotny uczestnik mistrzostw świata, zajął ósme miejsce w 1998. Szósty na  igrzyskach azjatyckich w 1998. Zdobył dwa medale na mistrzostwach Azji, srebrny w 1996 i brązowy w 1995 roku.